# وجرولی مودرا
وجرولی مودرا (به سانسکریت: वज्रोली मुद्रा vajrolī mudrā)، واجرا به معنای آذرخش یا صاعقه است. نادی است که سیستم ادراری-تناسلی را اداره می‌کند و تمرینی در هاتا یوگا است.

## جریان انرژی
این نادی دومین لایه از نادی سوشومنا است. واجرا نادی جریان انرژی در درون ستون مهره‌ها است که سیستم‌های جنسی را اداره می‌کند و در حیات جسمانی عهده‌دار رفتار جنسی می‌باشد و همان موردی است که زیگموند فروید آن را لیبیدو نامیده‌است.

## تانترا
این انرژی در تمرین‌های روحی تانترا سرکوب نمی‌شود بلکه بیدار و دوباره هدایت می‌گردد.
مودراهایی که به اولی (oli) ختم می‌شوند، وجرولی، ساهاجولی، آمارولی انرژی جنسی را به نیروی حیاتی و کندالینی شاکتی تصعید می‌کنند.
هفت تمرین وجرولی وجود دارد. که انجام آنها سال‌ها به طول می‌انجامد. که در ابتدا با انقباض ماهیچه‌های ادراری شروع می‌شود.